# محمد أسعد العظم
محمد أسعد أحمد العَظْم (1876 - 25 يناير 1939) شاعر سوري. ولد في مدينة حماة وتعلّم فيها. كان مقلًا في النظم. عمل موظفًا في مديرية الرسائل في محافظة حمص.

## سيرته
ولد محمد بن أسعد بن أحمد بن مصطفى العظم في مدينة حماة سنة 1876م/ 1293 هـ، وتربى في عائلة معروفة ووالده هو الشاعر أسعد العظم. وقرأ الفقه والأدب على العالم الأصولي علي الدلال.

كان يتقن اللغتين العربية والتركية وكان أديبًا فيهما. ثم تولى ديوان الرسائل في حماة وحمص في عهد الحكومتين التركية والعربية، فأشغل مديرية الرسائل في محافظة حمص.

توفي في 15 ذي الحجة 1357 هـ/ 25 يناير 1939. 

## شعره
ذكرت في معجم البابطين «شاعر تقليدي، متقن تقاليد القصيدة الكلاسيكية ذات الأغراض المألوفة من مدح ورثاء ومطارحات، يكشف عن لغة قوية وديباجة مشرقة، ويجري على نسق المتنبي في بعض مقدماته الغزلية متخّلصًا منها إلى غرصه الرئيس كالمدح أو غيره.»  كان والده صاحب ديوان ومن المكثرين في نظم القوافي، أما هو فكان من المقلين من نظمه. 